# アヌーラ
アヌーラ（1953年頃-）は、東京都日野市の多摩動物公園で飼育されているオスのアジアゾウである。このゾウは、現在国内で飼育されているオスのアジアゾウとしては最高齢であることで知られている。国内で飼育されているオス・メス含めた全てのゾウ中でも最高齢である（メスの最高齢は日本平動物園）のアジアゾウのダンボで推定1966年6月生まれ)。
2021年11月時点での体重は約3500kgと、アジアゾウの中では比較的小柄である。

## 半生
1956年、当時アヌーラが3歳の頃、スリランカで行われた仏記2500年祭、および建国2500年の式典に三笠宮・同妃が参列した。その訪問がきっかけでアヌーラが寄贈された。またアヌーラという名前も当時のスリランカ大統領の息子が命名した。
来日後、アヌーラは恩賜上野動物園で2年間飼育された。飼育員はアヌーラに水を入れたが、アヌーラは口に合わなかったのか飼育員が出した水を全く飲まなかった。その後は飼育員の努力により難なく飲むようになった。
1958年4月28日、アヌーラは5歳年上のメス「高子」とともに、新しく開園した多摩動物公園へ移動することになった。引越後もアヌーラは大きなケガや病気をせずに飼育されてきたが、1979年頃、アヌーラ（当時26歳）は病気になってしまった。ゾウは体に比例して内臓も巨大なため、長時間横になると内臓に負担がかかり、最悪死に至る。当時はまだ現代に比べ医学技術が発達していなかったため、飼育員はアヌーラを助けることが出来ず、なす術を失った。その時、高子と、アヌーラより年下のメス「ガチャコ」が自力で立てないアヌーラに寄り添いひたすら支え続けた。しかもそれは1日にとどまらず、アヌーラの病が治る2ヶ月間も支え続けた（この出来事は「ともだちをたすけたゾウたち」という絵本になっている）。
高子、ガチャコの活躍でアヌーラは元気になり運動場に出てきたが、その後はゾウの上下関係により高子、ガチャコに虐められるようになった。その後1990年に高子（享年42）、1993年にガチャコ（享年37）が死亡したため、「アヌーラ」一頭だけの暮らしが約20年間も続いた。
2012年11月、ピンナワラのゾウの孤児園から8歳のメス「アマラ」、5歳のオス「ヴィドゥラ」が来園した。久しぶりに別のゾウとの生活が始まったが、まだ多摩動物公園ではアヌーラとアマラ、ヴィドゥラを一緒に出さず、時間交代制の措置をとっているため、アヌーラは特に戸惑う様子も無くいつも通り暮らしている。2頭の話し声などで騒がしいこともあるが、アヌーラは気にせずぐっすり眠っているという。
新アジアゾウ舎の工事にともない、先に完成している室内展示場のよい環境に少しでも早く住まわせてあげようと2017年10月25日、アヌーラの引っ越しが行われた。 
新アジアゾウ舎の工事が終わるまで直接見ることはできないが、シフゾウ広場近くに設置されたモニターでアヌーラの様子を観察することができたが、2021年6月で終了した。
2021年10月、新アジアゾウ舎「アジアゾウのすむ谷」が完成し、再びアヌーラの姿を見ることが出来るようになったが、午前と午後に分けてアマラと交代で飼育している。